# Marco Trebácio Prisco
Marco Trebácio Prisco (em latim: Marcus Trebatius Priscus) foi um senador romano nomeado cônsul sufecto em 108 com o herdeiro do imperador Trajano e futuro imperador Adriano.